# Måns Påvelsson
Måns Påvelsson (Ulfsparre af Broxvik), var en svensk häradshövding under början av 1500-talet.

## Biografi
Måns Påvelsson var son till Påvel Tufvesson och Elin Ragvaldsdotter (Fargalt). Han var 1508 väpnare och hade 8 november 1519 en sparre i sitt vapen. Måns Påvelsson blev 1520 häradshövding i Norra Vedbo härad och var 1526 samt 1528 skyldig till rusttjänst.

### Egendom
Måns Påvelsson ägde gårdarna Broxvik i Gränna socken och Förenäs i Gränna socken.

### Familj
Måns Påvelsson var gift med Elin Larsdotter, dotter till väpnaren Lars Svensson (Bölja från Västbo) och Elsa Bengtsdotter (Ållongren). De fick tillsammans barnen Lars Månsson, Anna Månsdotter som var gift med bonden Lars Jönsson, ståthållaren Erik Ulfsparre (död 1564) på Kalmar slott, Elin Månsdotter som var gift med bonden Per Jonsson på Bohult, Gränna socken, Jöns Månsson och Göran Månsson.